# Anulo
Anulo o Ale (... – 812) fu un pretendente che lottò per il trono danese nell'812. Con lui fa la comparsa la stirpe di Harald che combatté contro la stirpe di Gudfred per il potere in Danimarca fino all'857 e forse anche oltre.

## Il lignaggio di Harald
Un primo regno danese di una certa importanza esisteva nell'VIII secolo, culminando con le imprese belliche del re Gudfred contro l'Impero Carolingio. In quanto primo stato dinastico, era tuttavia una costruzione politica fragile e soggetto alla competizione tra diversi lignaggi o rami reali. In quest'epoca non esistevano regole di successione ereditaria. Gli annali franchi documentano i regni di Sigfred (c. 770-c. 804) e Gudfred (c. 804-810) che avrebbe essere stato suo figlio. Il trono successivamente andò al nipote di Gudfred, Hemming (810-812).
Tuttavia, c'era anche un'altra stirpe, il cui primo rappresentante conosciuto fu re Harald. Questo Harald potrebbe aver regnato prima di Sigfred, sebbene sia stato anche suggerito che ebbe un breve regno attorno all'800. Poiché alcuni nomi ricorrono nei due lignaggi, essi erano probabilmente imparentati tra loro. Uno degli abiatici o nipoti di Harald, Hemming (menzionato nell'812-813), è stato plausibilmente identificato con un re vichingo in Frisia, Hemming Halfdansson († 837). Così Harald potrebbe essere stato il padre o il fratello di un altro membro di questa dinastia chiamato Halfdan che si pensa sia stato il padre di numerosi re e pretendenti successivi: Anulo, Harald Klak, Ragnfred e Hemming. Questo Halfdan, è stato suggerito, potrebbe essere stato l'Halfdan che era l'inviato del re Sigfred presso i Franchi nel 782, e un capo con lo stesso nome che si sottomise a Carlo Magno nell'807.

## La battaglia dell'812
Re Hemming, nipote di Gudfred, morì nell'812 dopo un breve regno. Un altro nipote di Gudfred, Sigfred, desiderava succedergli ma fu subito contrastato da un principe chiamato Anulo. Il suo nome insolito può essere messo in relazione al nome reale svedese Onela dell'epopea di Beowulf e corrisponde al norvegese Áli (Ale). Anulo era il nipote o abiatico (nepos) del re Harald. Secondo un'altra interpretazione della voce annale latina (Anulo nepos Herioldi, et ipsius regis), era il nipote di Harald e del precedente re, cioè Hemming. I suoi fratelli minori erano Harald Klak, Ragnfred e Hemming, il che probabilmente lo rende il figlio di Halfdan dell'807. In effetti, i fratelli rappresentavano una frazione filo-carolingia contro la stirpe di Gudfred. Poiché non riuscivano a trovare un accordo, Anulo e Sigfred radunarono i loro seguaci e si scontrarono in una cruenta battaglia nell'812. Secondo gli Annales Regni Francorum la lotta costò non meno di 10.940 uomini, rendendola eccezionalmente sanguinosa per l'epoca. Anulo e Sigfred trovarono la morte in quel bagno di sangue, che tuttavia si concluse con una vittoria per il partito di Anulo. I suoi seguaci intronizzarono i suoi fratelli Harald Klak e Ragnfred come co-governanti, e il partito sconfitto dovette accettare questa situazione. I due re mandarono immediatamente degli inviati a Carlo Magno per fare la pace e chiedere che il quarto fratello Hemming fosse rilasciato. A quanto pare, Hemming era stato lasciato presso l'imperatore come ostaggio, suggerendo una sorta di intesa con la corte carolingia. Tuttavia, i cinque figli di Gudfred ed i loro seguaci cercarono rifugio tra gli svedesi. Nell'anno successivo, nell'813, questi tornarono ed espulsero Harald e Ragnfred. Fu l'inizio di un lungo periodo di rivalità tra le stirpi di Gudfred e Harald, rivalità che spesso portò ad un intervento carolingio.

## Anulo diventa Hring
La battaglia tra Sigfred e Anulo fu trattata brevemente e in modo alquanto erroneo nella cronaca ecclesiastica di Adamo di Brema, i Gesta Hammaburgensis Ecclesiae Pontificum (1075 circa). L'opera fu diffusa nel pieno medioevo e influenzò, direttamente o indirettamente, la storiografia nordica. L'insolito nome di Anulo venne interpretato erroneamente come Hring (dal latino annulus, che significa "anello") mentre Sigfred venne identificato con il nome medievale comune Sigurd. Elenchi di re danesi e le cronache come le Gesta Danorum di Saxo Grammaticus (1200 circa) hanno creato il doppio nome Sigurd Hring, un re che generò il famoso sovrano vichingo Ragnar Lodbrok, che a sua volta fu confuso con il fratello e successore di Anulo Ragnfred.